# Bebearia cinaethon
Bebearia cinaethon är en fjärilsart som beskrevs av William Chapman Hewitson 1874. Bebearia cinaethon ingår i släktet Bebearia och familjen praktfjärilar. Inga underarter finns listade i Catalogue of Life.

## Bildgalleri

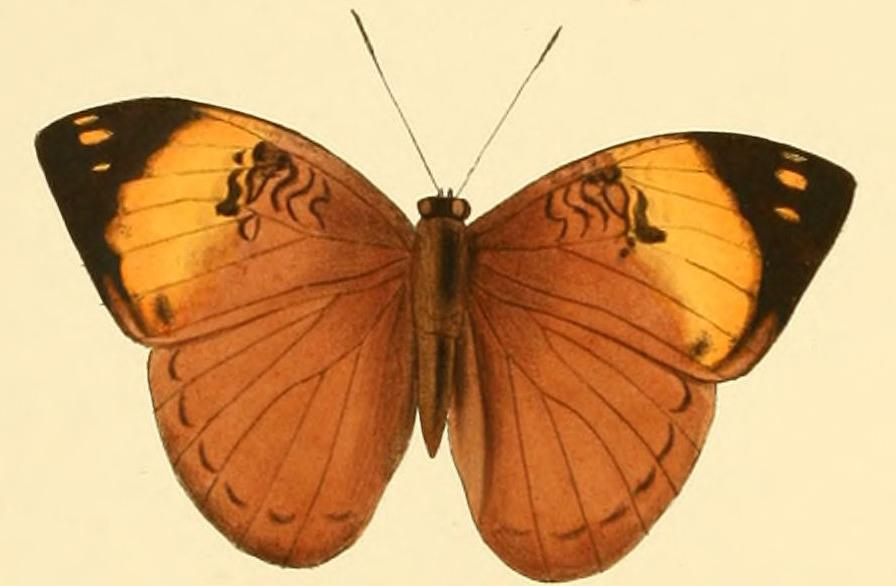
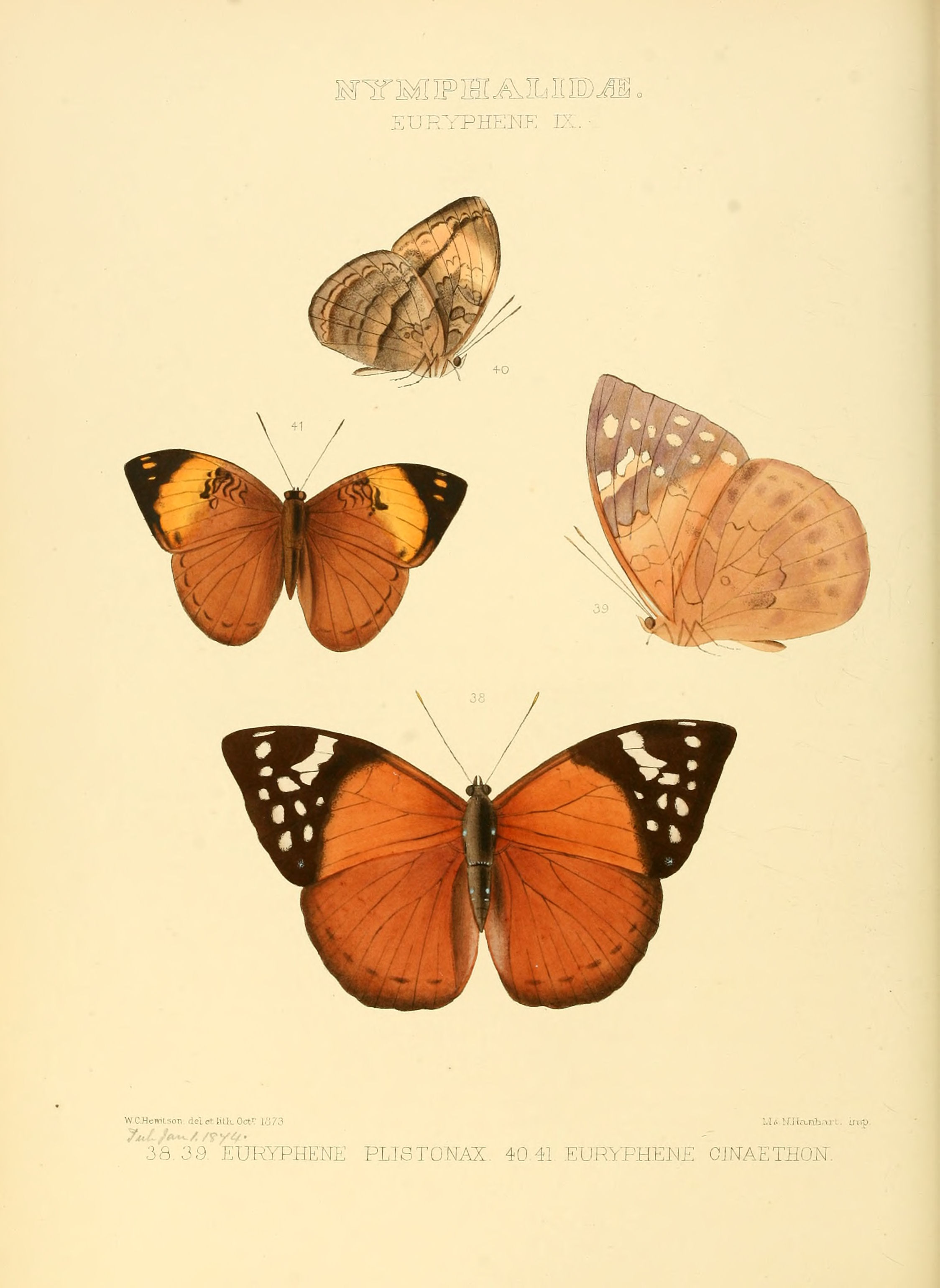